# Космический спецназ Гарфилда
«Космический спецназ Гарфилда» (англ. Garfield's Pet Force) — анимационная комедия 2009 года. Является продолжением к полнометражным мультфильмам: «Настоящий Гарфилд», «Фестиваль Гарфилда». Единственный мультфильм из этого списка, показ которого осуществлялся в 3D-формате. Режиссёром фильма выступил Марк А. З. Диппе.

## Сюжет
Пока Гарфилд отдыхает в мире мультяшек, в его эквивалентном параллельном мире происходят весьма мрачные события. Двойник его хозяина, Джона Арбакла, император Джон, влюбился в некую Вэтвикс и назначил ей свадьбу. На ней коварная Вэтфикс крадёт у него секретное оружие — молекулярный нанорасщепитель, который способен менять души у людей и превращать их в зомби. Профессор Уолли, создавший расщепитель, вызывает императорский спецназ, состоящий из аналогов друзей Гарфилда: Оддиоса, Абнермала, Старлину и «командира» — суперсильного двойника Гарфилда — Гарзуку. Однако Вэтвикс выводит из строя всех, кроме последнего. Гарзуке удаётся заполучить сердце расщепителя — кристалл Клампсон, без которого оружие не может работать. Но ему нужно восстановить своих друзей, находящихся в обличье зомби. Профессор Уолли отправляет его в мир Гарфилда, так как именно там обнаруживается почти полное совпадение ДНК с ДНК членов Космического спецназа. Гарзука находит своего двойника, которому отдаёт кристалл и поручает следить за ним, а потом и двойников своих друзей. Он даёт им зелье, способное на время превращать Одди, Арлин и Нермала в супергероев. Но за Гарзукой в мир мультяшек попадает и Вэтвикс. Перепутав Гарфилда с Гарзукой, она берёт его в плен, где заставляет отдать кристалл и начинает творить хаос. Новоявленная команда Гарзуки неопытна, а сам Гарзука в одиночку справляться не может. Армия зомби окружает их на башне, а единственные, кто может остановить Вэтвикс — Гарфилд и его небольшая команда…

## Роли озвучивали
| Актёр            | Роль                               |
| ---------------- | ---------------------------------- |
| Френк Уэлкер     | Гарфилд/Гарзука (голос)            |
| Грегг Бергер     | Одди/Оддиос (голос)                |
| Аудри Василевски | Арлин/Старлина (голос)             |
| Джейсон Марсден  | Нермал/Абнермал (голос)            |
| Уолли Вингерт    | Джон Арбакл/Император Джон (голос) |
| Ванесса Маршалл  | Вэтвикс                            |
| Нил Росс         | Профессор Уолли/Чарльз             |

## Отзывы и критика
На портале «Rotten Tomatoes» все из четырёх оставленных отзывов — «гнилые». Процент зрительской аудитории на этом же сайте составил 33 %. К примеру, Joly Herman так отозвался о мультфильме: «Ненадёжные сообщения о нём и использование оружия делают „Космический спецназ Гарфилда“ неплохим фильмом для пропуска в массы» (Iffy messages and guns make this a good one to skip).